# Ductofrontaspis garciniae
Ductofrontaspis garciniae är en insektsart som beskrevs av Young och Hu 1981. Ductofrontaspis garciniae ingår i släktet Ductofrontaspis och familjen pansarsköldlöss. Inga underarter finns listade i Catalogue of Life.